# Cheikh Djoneid
 (décembre 2018).
Si vous disposez d'ouvrages ou d'articles de référence ou si vous connaissez des sites web de qualité traitant du thème abordé ici, merci de compléter l'article en donnant les références utiles à sa vérifiabilité et en les liant à la section « Notes et références ».
Cheikh Djoneid (en persan : شیخ جنید / Šeyx Joneyd), mort en 1460, était le fils de Cheikh Ibrahim. Après la mort de son père, il prend la direction de l'ordre soufi Safavieh entre 1447 et 1460.